# Département de Linguère
Le département de Linguère est l’un des 46 départements du Sénégal et l'un des 3 départements de la région de Louga.

## Organisation territoriale
Son chef-lieu est la ville de Linguère.
Les quatre arrondissements sont :
- Arrondissement de Barkédji
- Arrondissement de Dodji
- Arrondissement de Sagatta Dioloff
- Arrondissement de Yang Yang

Les localités ayant le statut de commune sont :
- Dahra
- Linguère
- Mbeuleukhé

## Géographie

### Population
Lors du recensement de décembre 2002, la population était de 194 890 habitants. En 2005, elle était estimée à 214 883 personnes.  